# Великий Молодьков
Вели́кий Моло́дьков (укр. Великий Молодьків) — село на Украине, основано в 1862 году, находится в Звягельском районе Житомирской области.
Население по переписи 2001 года составляет 832 человека. Почтовый индекс — 11761. Телефонный код — 4141. Занимает площадь 2,441 км².

## Адрес местного совета
11761, Житомирская область, Новоград-Волынский р-н, с. Великий Молодьков